# Magyar részvétel a Csehszlovákia elleni 1968-as intervencióban
A magyar részvételre a Csehszlovákia elleni intervencióban a prágai tavasz nevű csehszlovákiai politikai demokratizációs folyamat fejleményeként került sor. A magyar politikai vezetés, élén Kádár Jánossal, sokáig igyekezett közvetíteni Moszkva és Prága között a katonai beavatkozás elhárítása érdekében, de végül nem járt sikerrel.

## Előzmények
A Szovjetunió vezetői, élükön Leonyid Iljics Brezsnyevvel, attól tartottak, hogy a csehszlovákiai változások megrendíthetik a szocialista rendszert ott és utána a többi államszocialista országban is. Ezzel szemben Csehszlovákia Kommunista Pártja reformista vezetői, élünk Alexander Dubčekkel, úgy vélték, hogy az ottani fejlemények nem fenyegetik a szocialista társadalmi rendszert, sőt az úgynevezett „emberi arcú szocializmus” létrehozása révén éppen hozzájárulnak annak megújulásához, ezért nem voltak hajlandóak a szovjet követeléseknek megfelelően változtatni politikájukon.

## A hadművelet előkészítése
Az SZKP vezetése a csehszlovák párt 1968. januári plénuma, Dubček megválasztása után, 1968. március 20-án utasítást adott a szovjet hadsereg vezérkarának, hogy kezdje meg Csehszlovákia esetleges katonai megszállása terveinek kidolgozását.
Az akkoriban Magyarországon állomásozó szovjet Déli Hadseregcsoport parancsnoka, Konsztantyin I. Provalov vezérezredes április 8-án kapta meg Andrej Grecsko marsall, szovjet honvédelmi miniszter utasítását a hadseregcsoport feladataira Csehszlovákia megszállása kapcsán.
1968. május 8-án a szocialista országok vezetőinek moszkvai csúcstalálkozóján Brezsnyev felvetette a csehszlovákiai válság katonai megoldásának lehetőségét. Kádár János a tanácskozáson egyedül maradt a katonai beavatkozást elutasító álláspontjával.
Június 19-e és július eleje között szovjet vezetéssel, „Šumava” fedőnéven hadászati-hadműveleti parancsnoki és törzsvezetési gyakorlatot tartottak egyes szocialista országok hadvezetései. Czinege Lajos honvédelmi miniszter a gyakorlatról jelentést készített az MSZMP Politikai Bizottsága, a párt legfelső vezető testülete számára, amelyben leszögezte: a gyakorlatnak alapvetően csak politikai célja volt, mégpedig a nyomásgyakorlás Csehszlovákia vezetőire.
A gyakorlat után, 1968. július 10-én Grecsko marsall azzal a kéréssel fordult Magyarországhoz, hogy a Magyar Néphadsereg három hadosztállyal és egy magasabb törzzsel vegyen részt a küszöbön álló „gyakorlaton”. Kádár János – aki ebben az időben intenzív tárgyalásokat folytatott a csehszlovák féllel is a politikai megoldás elérése érdekében – csak két hét múlva, július 23-án egyezett bele egyetlen csökkentett létszámú hadosztály részvételébe a tervezett műveletben.

## Mozgósítás

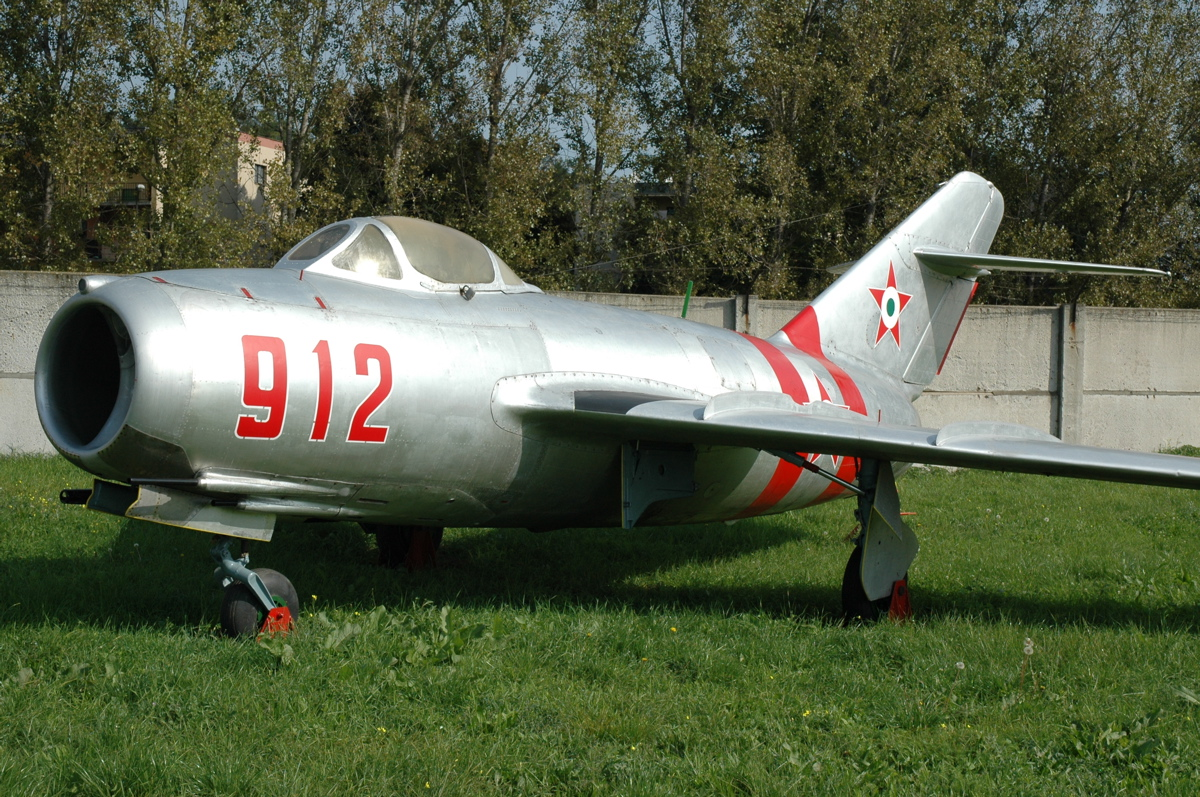
Korabeli MiG–15; a törzsön látható két vörös sáv az 1968-as a csehszlovákiai intervencióban volt felfestve a magyar és szovjet gépekre a könnyebb azonosítás céljából

Július 25-én a magyar vezérkar megkezdte a hadművelet részletes terveinek elkészítését. A művelet a Zala gyakorlat fedőnevet kapta. A feladatot az akkoriban legjobban felszerelt magyar hadosztály, a zalaegerszegi 8. számú gépkocsizó lövészhadosztály kapta, amit július 26-án 22.00 órakor, fokozott harckészültségbe helyeztek, öt órával később pedig elrendelték a mozgósítást és a hadi létszámra történő feltöltést is. A mozgósítást jóval az előírásos normaidőn belül, 27-én kora délutánra végrehajtották. Több mint háromezer tartalékos katonát és tisztet, több száz gépjárművet, munkagépet vonultattak be.
A hadosztály következő részei mozgósítottak: a nagykanizsai 14., a zalaegerszegi 33., a nagyatádi 63. gépkocsizó lövészezred; a marcali 93. páncéltörő tüzérosztály, a lenti 14. légvédelmi tüzérosztály, a marcali 36. műszaki utászzászlóalj, a zalaegerszegi 134. híradós zászlóalj, a tapolca-újdörögdi 42. felderítő zászlóalj, a tapolca-újdörögdi 73. vegyvédelmi század, a zalaegerszegi 8. tüzér törzsüteg, a zalaegerszegi 95. gépkocsiszállító zászlóalj, a nagykanizsai 59. egészségügyi zászlóalj, a marcali 500. fegyverjavító műhely, valamint a zalaegerszegi 84. páncélos és gépjárműjavító műhely.
Este a hadosztály elfoglalta a helyőrségen kívüli gyülekezési körzeteit, majd az éjszaka folyamán a legnagyobb titokban több mint 400 km-es menettel, vasúti szállítással a hadosztályt átcsoportosították Pásztó-Aszód-Rétság-Nagyoroszi térségben kijelölt megindulási körzetbe, ahol július 28-án 23.00 órától szovjet irányítás alá került. A tapolcai 8. harckocsiezred és a marcali 20. tüzérezred békehelyőrségében maradt, helyüket a gyülekezési körlethez közelebbi rétsági 31. harckocsiezred és a ceglédi 22. tüzérezred foglalta el.
Az átcsoportosítás után az északi határ mellett elhelyezkedő 10 363 fős hadosztály 167 db harckocsival, 95 db felderítő úszó gépkocsival, 19 db BTR páncélozott szállító harcjárművel és BRDM páncélozott felderítő járművel, 113 db löveggel és aknavetővel, 45 db páncéltörő ágyúval, 18 db légvédelmi gépágyúval rendelkezett, összesített lőszerjavadalmazása 1098 tonna volt.
Július 29-én hajnalra a 8. hadosztályon kívül mozgósított kiegészítő honvédségi és belügyminisztériumi ezredek, alegységek, szakemberek is  megérkeztek az összpontosítási körletbe. Légi biztosítási és támogatási célokra egyidejűleg felkészült 4 MiG–15-ös és 5 MiG–21 F-13-as vadász és felderítő repülőszázad 44, illetve 55 géppel. Ezzel a kijelölt egységek létszáma 11 000 főre emelkedett és a parancsnak megfelelően készen álltak a feladat végrehajtására.

## Várakozás
A katonai felkészülés mellett és után tovább folytatódtak a politikai tárgyalások a bevonulás elkerülése érdekében. Július 29. és augusztus 2. között Ágcsernyőn találkozott a csehszlovák és a szovjet párt teljes politikai bizottsága. Augusztus 3-án Pozsonyban tárgyaltak a Szovjetunió, Lengyelország, az NDK, Bulgária és Magyarország vezetői a csehszlovák vezetőkkel. A politikai tárgyalások azonban nem hoztak elfogadható eredményt a Szovjetunió számára, a katonai előkészületek folytatódtak.
Kádár János 1968. augusztus 12-15. között a Krímben tárgyalt Brezsnyevvel, Kosziginnal és Podgornijjal a csehszlovák helyzetről. Kitartott a politikai rendezés elsődlegessége mellett, de hangsúlyozta: a tárgyalások sikertelensége esetén Magyarország részt fog venni a katonai megoldásban.
Augusztus 17-én Kádár János még egy utolsó kísérletet tett Dubcek meggyőzésére, figyelmeztetésére a küszöbön álló intervencióra, de lényegében eredménytelenül. Ekkor mondta állítólag Kádár Dubceknek a következő szavakat:  Mondja, önök valóban nem tudják, kivel van dolguk?
A határ közelében elhelyezkedett magyar csapatok a három hét várakozást a tartalékosok felkészítésére, gyakorlatokra, a bevonultatott civil járművek technikai felkészítésére használták fel. A legfelső vezetés kivételével a résztvevők úgy gondolták, hogy csak hadgyakorlatról van szó, bár köztudottak voltak a Csehszlovákiával kapcsolatos feszültségek is.

## Bevonulás
A végső döntés 1968. augusztus 18-án született meg Moszkvában. Augusztus 20-án este a magyar egységek elhagyták körleteiket és megkezdték a felzárkózást a határra, éjfélkor pedig átlépték azt. A csehszlovák vezetés már korábban parancsot adott ki arra, hogy intervenció esetén csapataik ne tanúsítsanak ellenállást, ezért harcra nem került sor.
A magyar csapatok aznap 14 óráig végrehajtották harcfeladatukat, birtokba vették a kijelölt településeket és tíz helyőrséget hoztak létre: Nyitra, Nagytapolcsány, Szered, Érsekújvár, Léva, Vágújhely, Pöstyén, Galgóc, Nagykürtös és Verebély helységekben.
Augusztus 25-én a Déli Hadseregcsoport parancsnoka kiterjesztette a magyar hadosztály megszállási körzetét egészen a Kis-Kárpátok lábáig. Ennek megfelelően új helyőrséget állítottak fel a magyarok Nagyszombatban (Nagykürtös helyett).
A megnövekedett feladatok ellátására a megszálló erőket megerősítették egy karhatalmi zászlóaljjal, és mozgósították az egri 6. gépkocsizó lövészezredet is, ami 27-én érkezett Érsekújvár térségébe. A hadosztály erőinek elhelyezkedése ezután már változatlan maradt október végi hazatérésükig.

## Megszállás
A megszállás célja a csehszlovákiai demokratizációs folyamatok leállítása, a kommunista párton belüli reformerők elszigetelése és a szovjetbarát személyek támogatása volt. Ez utóbbiaktól várták a bevonulás legimitációját egy, az állítólagos ellenforradalmi veszélyre hivatkozó, segélyt kérő levél formájában. Ez a levél azonban nem akart megérkezni, mert még a szovjetbarátnak tekintett személyiségek is haboztak ezt elküldeni.
A magyar megszálló csapatok mindennapjairól a Magyar Néphadsereg vezérkari főnöke, Csémi Károly altábornagy napi jelentésekben számolt be a legfelső párt- és állami vezetésnek. Ezek szerkezete állandó volt: az első pont a nemzetközi környezetre vonatkozó, nyílt és katonai felderítő forrásokból összeállított értékelést tartalmazta. Világos volt, hogy a NATO és a szomszédos Ausztria nem tett komoly katonai lépéseket az intervenció miatt, csak a készültséget emelte valamelyest és a felderítő tevékenységet fokozta.
A napi jelentések rendszeresen beszámoltak a megszállási terület politikai helyzetéről is. A magyar néphadsereg beavatkozó erő keretében volt egy politikai operatív csoport is magyar városi, járási pártfunkcionáriusokkal, szakszervezeti tisztségviselőkkel, két újságíróval, akik tartalékos tisztként vonultak be és feladatuk az volt, hogy a szlovákiai párt- és közigazgatási vezetőkkel politikai kapcsolatokat alakítsanak ki a konszolidáció érdekében. Ez a törekvésük azonban kudarcba fulladt, mivel helyi partnereik nem álltak velük szóba, a passzív ellenállást választották, mondván, hogy az erőszak tényét tudomásul veszik. A napi jelentések így megállapították, hogy a helyi csehszlovák párt- és állami magatartása ellentmondásos, mivel saját vezetőiktől nem kaptak világos utasításokat. Politikai együttműködésre nem voltak hajlandóak, viszont a rend fenntartásával kapcsolatban megtették a szükséges intézkedéseket, aktív ellenállást nem tanúsítottak.

## Hazatérés
A magyar vezetés azon igyekezett, hogy a szovjetek mielőbb engedélyezzék a felvidéki megszállásban részt vevő magyar katonák hazatérését. Végül a Magyar Néphadsereg megszálló egységei 1968. október 25. és 31. között tértek vissza vasúton és közúton magyarországi békeállomáshelyeikre. A hadosztály személyi vesztesége, főleg balesetek  miatt, négy halott és tizenkét súlyos sérült volt.
A hivatalos hazai fogadtatás ünnepélyes, de visszafogott volt, nem igyekeztek „győztes hadműveletek” jellegét adni az intervenciónak, aminek a hivatalos elnevezése továbbra is „Zala” gyakorlat maradt.  A magyar részvétel a csehszlovákiai katonai beavatkozásban nem csak az ottani, a szocializmus demokratizálására irányuló törekvéseknek vetett véget, hanem súlyosan ártott az akkori, az új gazdasági mechanizmus jegyében zajló magyarországi reformfolyamatoknak is.

## Propaganda
A Magyar Rádió külföldi adásainak frekvenciáján, az MSZMP Titkárság határozata alapján, a balatonszabadi adó 1250 kHz-es (240m) frekvenciáján előbb napi 18 órás, majd csökkentett műsoridővel, szlovák nyelvű műsort sugárzott 1968. augusztus 23-tól. Az adásnak azonban gyakorlatilag nem volt hallgatottsága. 1969. április 3-ig működött az adás. Magyar források az adás nevét nem adják meg, de cseh források ezen a frekvencián egy Radio Zare (Vysilac Zare) nevű állomást jeleznek.

## Kapcsolódó szócikk
- Friedmann Endre